# Raljaš
Raljaš (szerbül: Раљаш), falu Bosznia-Hercegovinában, Bosanska krajina területén, Prijedor községben, a Szerb Köztársaságban. 

## Fekvése
Bosznia-Hercegovina északnyugati részén, Banja Lukától légvonalban 50, közúton 68 km-re nyugatra, községközpontjától légvonalban 11, közúton 15 km-re délnyugatra, a Ljubija-patak felső folyása mentén és a környező erdős hegyvidéken, 250 – 500 méteres tengerszint feletti magasságban fekszik.

## Népessége
| Nemzetiségi csoport | Népesség 1991 | Népesség 2013 |
| ------------------- | ------------- | ------------- |
| Szerb               | 22            | 19            |
| Bosnyák             | 96            | 52            |
| Horvát              | 327           | 56            |
| Jugoszláv           | 74            | 1             |
| Egyéb               | 17            | 8             |
| Összesen            | 536           | 136           |

## Története
A település 1878-ig tartozott az Oszmán Birodalomhoz, ekkor a berlini kongresszus határozata alapján az Osztrák-Magyar Monarchia része lett. A monarchia szétesésével 1918-ben előbb a Szerb-Horvát-Szlovén Királyság, majd 1929-től a Jugoszláv Királyság része. Jugoszlávia megszállása után a falu a Független Horvát Állam (NDH) része lett. 
1945-től a település a szocialista Jugoszlávia része volt. 1963-ig Ljubija község része volt. Amikor 1977-ben a ljubijai katolikus plébániát elválasztották a šurkovaci plébániától a raljaši plébánia nevet viselte és csak 1988-tól viseli a ljubijai plébánia nevet. A boszniai háború idején a település a Boszniai Szerb Köztársasághoz tartozott. A daytoni békeszerződést követő területfelosztásnál a település Prijedor község részeként a Szerb Köztársaság területéhez került. 

## Nevezetességei
- Az első bányász-sztrájk emlékműve

- Temetőkápolnája 1975-ben épült